# Alemtuzumab
Alemtuzumab (Campath, MabCampath, Campath-1H, Lemtrada) humanizovano je monoklonalno antitelo specifično za limfocitne antigene. Alemtuzumab je rekombinantno monoklonalno antitelo (Campath-1H) koje prepoznaje glikoprotein CD52. Campath-1H antitelo je IgG1 kapa sa ljudskim varijablnim okvirom i konstantnim regionima, i regionima komplementarinosti iz pacovskog monoklonalnog antitela (Campath-1G). Alemtuzumab se koristi u lečenju hronične limfatične leukemije (CLL), kožnog T ćelijskog limfoma (CTCL) i T-ćelijskog limfoma.

## Literatura
- Hardman JG, Limbird LE, Gilman AG (2001). Goodman & Gilman's The Pharmacological Basis of Therapeutics (10. изд.). New York: McGraw-Hill. ISBN 0071354697. doi:10.1036/0071422803.
- Thomas L. Lemke; David A. Williams, ур. (2007). Foye's Principles of Medicinal Chemistry (6. изд.). Baltimore: Lippincott Willams & Wilkins. ISBN 0781768799.

## Spoljašnje veze
|  | Molimo Vas, obratite pažnju na važno upozorenje u vezi sa temama iz oblasti medicine (zdravlja). |